# Sans Souci (métro de Lyon)
Sans Souci ist der Name einer Metrostation der Linie D der Métro Lyon zwischen den Stationen Garibaldi und Montplaisir-Lumière an der Kreuzung des Cours Albert-Thomas mit der Rue des Tuiliers an der Grenze zum 3. und 8. Arrondissement.
Die Station wurde am 9. September 1991 anlässlich der Eröffnung der Linie D zwischen den Stationen Gorge de Loup und Grange Blange in Betrieb genommen.
Die beiden gegenüber liegenden Seitenbahnsteige befinden sich im Tunnel. Das Licht kommt zum Teil von einem kleinen Garten im „englischen Stil“ an der Südseite. In der Station gibt es kein Personal, der Verkauf und die Entsorgung der Fahrkarten erfolgt automatisch.
Es gab von Anfang an Aufzüge für Behinderte, seit dem 1. Juni 2007 sind Bahnsteigsperren eingerichtet.

## Ausstattung

### Station
Die Station hat sieben Zugänge:
- vier im Norden am Cours Albert-Thomas in Richtung Gare de Vénisseux
- drei im Süden in Richtung Gare de Vaise
- einen im Westen am Cours Albert-Thomas
- einen an der Ecke Cours Albert-Thomas – Rue des Tuiliers; hier befindet sich auch ein Lichtschacht und der kleine Garten[2]

An jedem Eingang befindet sich ein Fahrkartenautomat und ein Entwerter, der mit einer Drehsperre verbunden ist.
Der Eingang am Lichtschacht und Garten ist durch eine „Libelle“ gekennzeichnet; dieser name wurde dem Markenzeichen der Linie D gegeben, das von den Architekten Françoise-Hélène Jourda und Gilles Perraudin entworfen wurde.

### Anbindung
Sans Souci ist an das gesamte Netz angeschlossen.
Am Ausgang ist eine Bushaltestelle der TCL-Buslinie 69.
Im Westen bei der ehemaligen Manufacture des tabacs de Lyon (Station Manufacture – Montluc) kommt man zur Haltestelle der Straßenbahnlinie T 4; hier hat auch die Linie 69 ihre Endstation.
Von hier aus kann man, neben den anliegenden Straßen und Plätzen, folgende Einrichtungen erreichen:
- Universität Lyon III
- Fort Montluc
- Archiv des Départements Rhône
- MJC Monplaisir
- Schwimmbad Monplaisir
- Judosportanlage